# Erichsonia dentifrons
Erichsonia dentifrons là một loài bọ cánh cứng trong họ Cerambycidae.